# Bundesoberstufenrealgymnasium Scheibbs
Das Bundesoberstufenrealgymnasium Scheibbs (kurz: BORG Scheibbs) ist als Oberstufenrealgymnasium eine Allgemeinbildende Höhere Schule in der Stadtgemeinde Scheibbs im Mostviertel in Niederösterreich.

## Geschichte
Das staatliche Oberstufenrealgymnasium Scheibbs wurde unter den damaligen Direktor Otto Amon als Expositur St. Pölten mit dem Schuljahr 1964/65 als Musisch-pädagogisches Realgymnasium eröffnet, nachdem dieser Schultyp 1962 durch das Schulorganisationsgesetz geschaffen wurde. Vorrangiger Zweck dieses neuen Schultyps war die Ausbildung von Lehrern für den Pflichtschulsektor. Das BORG Scheibbs war eine der ersten Bundesschulen dieses Typs und setzte in der sonst peripher gelegenen Region auch neue Impulse, was die Allgemeinbildung betraf, denn die Bezirkshauptstadt Scheibbs verfügte damals über keine einzige Schule mit Maturaabschluss.
1975 wurde die Schule in die neuere Form Oberstufenrealgymnasium übergeführt, wobei auch eine Differenzierung mit den Schwerpunkten auf Bildnerisches Gestalten und Werkerziehung und Instrumentalunterricht erfolgte. Später wurde auch der Zweig Informatik angeboten und ab dem Schuljahr 2014/15 auch mit Sport und Gesundheit, wobei sich jeder Schüler vor dem ersten Schuljahr (der Oberstufe, also 5. Klasse AHS respektive 9. Schulstufe) für einen der vier Zweige entscheiden muss.

## Schulprofil
Die Schule hat vier Zweige: 
- Bildnerisches Gestalten und Werkerziehung
- Instrumentalunterricht
- Informatik (bis 2016)
- Sport und Gesundheit (seit 2013[6])

Das BORG Scheibbs bietet den Zweig Sport und Gesundheit an, ein von den Lehrkräften neu konzipierter Schwerpunkt, der Interesse an theoretischen Inhalten wie Sportbiologie, Trainingslehre, Bewegungslehre wecken soll. Besonderes Augenmerk wurde auf der Entwicklung einer umfassenden Gesundheitskompetenz gelegt. 
Daneben können weitere Qualifikationen wie zum Beispiel Staatlich geprüfter Sportinstruktor erworben werden, ein sonst einsemestriger, staatlich genormter Lehrgang.
Bei der zweiten Fremdsprache muss zwischen Latein und Spanisch gewählt werden.
Darüber hinaus müssen ab der 6. Klasse aus dem Kanon der angebotenen Wahlpflichtfächer insgesamt 6 Wochenstunden gewählt werden. So kann individuell als zusätzlicher Schwerpunkt beispielsweise Französisch, Geographie und Geschichte oder Informatik gesetzt werden.

## Absolventen
- Philipp Hager, österreichischer Schriftsteller
- Manfred A. Jäch, österreichischer Koleopterologe
- Othmar Karas, österreichischer Politiker (ÖVP)
- Ulrike Königsberger-Ludwig, österreichische Politikerin (SPÖ)
- Josef Plank, österreichischer Politiker (ÖVP)
- Klaudia Tanner, österreichische Politikerin (ÖVP)
- Maria Wageneder, österreichischer Politiker (Grüne)

## Bekannte Lehrer
- Günther Leichtfried, österreichischer Politiker (SPÖ)